# Lanja
Lanja é uma vila no distrito de Ratnagiri, no estado indiano de Maharashtra.

## Geografia
Lanja está localizada a 16° 51′ N, 73° 33′ L. Tem uma altitude média de 166 metros (544 pés).

## Demografia
Segundo o censo de 2001, Lanja tinha uma população de 12,278 habitantes. Os indivíduos do sexo masculino constituem 51% da população e os do sexo feminino 49%. Lanja tem uma taxa de literacia de 73%, superior à média nacional de 59.5%: a literacia no sexo masculino é de 78% e no sexo feminino é de 69%. Em Lanja, 14% da população está abaixo dos 6 anos de idade.